# خادمة ولكن (فلم)
خادمة ولكن فيلم مصري صدر سنة 1993، من إخراج علي عبد الخالق وعاطف شكري، وبطولة كل من: إلهام شاهين، مصطفى فهمي، أسامة عباس، أيمن شاهين، عفاف رشاد، منال سلامة.

## القصة
لا تجد أحلام الفقيرة سوى أن تعمل خادمة في البيوت لتستطيع العيش، فهي تقيم فوق أسطح إحدى العمارات مع صديقتين لها، وفي يوم من الايام تقابل أحلام المليونير الوسيم توفيق العائد من لندن للاستثمار في مصر، لما كان هذا الاخير في زيارة عمته في إحدى العمارات شاهد أحلام وهي تطالب صاحب البيت باجرتها الذي حرمها منها فيعطف عليها ويعطيها مالًا، ويقوم بتوصيلها بسيارته فتقع في غرامه وتظل تلاحقه في كل مكان حتى إلى الفندق الذي يقيم في وفي كل مرة تتحجج بسبب من الاسباب حتى تظل معه، يتسلل الحب إلى قلب توفيق فيغدق عليها بالأموال ويجعلها سكريتيرته الخاصة، ويصطحبها في رحلاته وسهراته ويشتري لها شقة فاخرة، لكنه يقرر السفر للخارج بعدما اتم صفقته فتسوء حالة أحلام لان كل ما منحه لها لم يكن كافيا امام حبها الشديد له، وفي طريقه إلى المطار يغير توفيق رأيه فيعود إلى أحلام ويطلب منها الزواج فتفرح فرحا شديد.